# Świadomość prawna
Świadomość prawna – wiedza, oceny, postawy i postulaty na temat prawa. Badania nad świadomością prawną są prowadzone przez socjologię prawa
Świadomość prawna, została wprowadzona do polskiej socjologii prawa pod wpływem teorii Leona Petrażyckiego. Miała ona pozwolić w empiryczny sposób badać obecność zjawisk prawnych w psychice jednostek i to w jaki sposób prawo funkcjonuje w społeczeństwie. Badania świadomości prawnej rozwinięto pod wpływem marksizmu, przez który była traktowana jako element świadomości społecznej. Pomimo używania marksistowskiej frazeologii, empiryczne badania świadomości prawnej w Polsce wykraczały poza założenia marksizmu, w którym prawo jest jedynie prostą emanacją polityki. Świadomość prawna miała zastąpić używane wcześniej pojęcie poczucia prawnego, oznaczające intuicyjne poznanie porządku prawnego. Poczucie prawne było terminem używanym w niektórych teoriach prawa (np. w historycznej szkole prawa), jednak późniejsi badacze empiryczni odrzucali je ze względu na nienaukowość.  Głównymi badaczami tego okresu byli Maria Borucka-Arctowa i Adam Podgórecki. 
Poza Polską, badania świadomości prawnej wiązały się z badaniami KOL (Knowledge and Opinions about Law), których celem było zbadanie publicznej wiedzy o prawie. Studia KOL miały przyczynić się do lepszego rozumienia społecznej percepcji prawa, poznania uwarunkowań jego skuteczności. Badano społeczną znajomość prawa, postawy wobec niego, oceny funkcjonowania i oczekiwania, a także uwarunkowania przestrzegania prawa.
Świadomość prawna jest częścią kultury prawnej. W zależności od przyjętych ram teoretycznych, świadomość prawna może być rozpatrywana bardziej indywidualistycznie lub strukturalnie (świadomość prawna jako konsekwencja istniejących struktur społecznych). Możliwe są również stanowiska łączące oba podejścia.